# Rémuzat
Rémuzat település Franciaországban, Drôme megyében. Lakosainak száma 317 fő (2022. január 1.). Rémuzat Bellecombe-Tarendol, Cornillac, Cornillon-sur-l’Oule, Pelonne, Le Poët-Sigillat, Saint-May és Verclause községekkel határos.

## Népesség
A település népessége az elmúlt években az alábbi módon változott:
| Lakosok száma | 301  | 364  | 364  | 309  | 332  | 361  | 343  | 329  | 325  | 317  |
|               | 1968 | 1982 | 1990 | 2006 | 2013 | 2015 | 2017 | 2019 | 2020 | 2022 |